# Моє ім'я Ю Мінґ
Моє ім'я Ю Мінґ (ірл. Yu Ming Is Ainm Dom) — ірландський короткометражний фільм 2003 року. Озвучений в основному ірландською мовою, він розповідає історію китайського юнака, який навчився говорити ірландською, але коли він відвідує в основному англомовну Ірландію, тут його не розуміють. Режисер фільму Даніель О'Хара, тривалість — 13 хвилин.